# Robbins (Familienname)
Robbins ist der Familienname folgender Personen:

### A
- Alexandra Robbins (* 1976), US-amerikanische Journalistin und Autorin
- Andrea Robbins (* 1963), US-amerikanische Fotografin
- Anthony Robbins (* 1960), US-amerikanischer Motivationstrainer
- Asher Robbins (1757–1845), US-amerikanischer Politiker
- Ayn Robbins (* 1943), US-amerikanische Songwriterin

### B
- Brian Robbins (* 1963), US-amerikanischer Filmproduzent und Regisseur
- Bruce Robbins (* 1949), US-amerikanischer Literaturwissenschaftler
- Bruce Robbins (Dartspieler) (* 1969), US-amerikanischer Dartspieler
- Bruce Robbins (Künstler), US-amerikanischer Bildhauer und Maler

### C
- Carol Robbins (* 1954), US-amerikanische Jazzmusikerin
- Caroline Robbins (1903–1999), britische Historikerin
- Chandler S. Robbins (1918–2017), US-amerikanischer Ornithologe

### D
- Dan Robbins (1925–2019), amerikanischer Verpackungsdesigner und Erfinder
- David Robbins (Fotograf) (1907–1981), US-amerikanischer Fotograf
- David Robbins (Komponist) (* 1955), US-amerikanischer Komponist
- David Robbins (Künstler) (* 1957), US-amerikanischer Künstler und Schriftsteller
- David P. Robbins (1942–2003), US-amerikanischer Mathematiker

### E
- Edmund Yard Robbins (1867–1942), US-amerikanischer Klassischer Philologe
- Edward Robbins (1758–1829), US-amerikanischer Politiker
- Edward Everett Robbins (1860–1919), US-amerikanischer Politiker
- Ellen Robbins (1828–1905), US-amerikanische Stilllebenmalerin

### F
- Frank Robbins (1917–1994), US-amerikanischer Maler, Comicautor und -zeichner
- Frederick Chapman Robbins (1916–2003), US-amerikanischer Mediziner und Mikrobiologe

### G
- Gale Robbins (1921–1980), US-amerikanische Schauspielerin und Sängerin
- Gaston A. Robbins (1858–1902), US-amerikanischer Politiker
- George R. Robbins (1808–1875), US-amerikanischer Politiker
- Graham Robbins (Rugbyspieler) (* 1956), englischer Rugby-Union-Spieler
- Graham Robbins (Kameramann), US-amerikanischer Kameramann

### H
- Hargus „Pig“ Robbins (1938–2022), US-amerikanischer Pianist
- Harold Robbins (1916–1997), US-amerikanischer Schriftsteller
- Heidi Robbins (* 1991), US-amerikanische Ruderin
- Herbert Robbins (1915–2001), US-amerikanischer Mathematiker

### I
- Irvine Robbins (1917–2008), kanadisch-US-amerikanischer Unternehmer

### J
- Jerome Robbins (1918–1998), US-amerikanischer Choreograf
- Joel Robbin (* 1941), US-amerikanischer Mathematiker
- Jordan Claire Robbins (* 1990), bermudisch-kanadische Schauspielerin und Model
- John Robbins (Politiker) (1808–1880), US-amerikanischer Politiker
- John Robbins (Diplomat), kanadischer Ordensgeistlicher und Diplomat
- John Robbins (Autor) (* 1947), US-amerikanischer Ernährungslehrer und Autor
- John B. Robbins (1932–2019), US-amerikanischer Mediziner und Immunologe
- Joseph E. Robbins (1901–1989), US-amerikanischer Filmtechniker
- Joseph Frederick Robbins (um 1809–1886), irischer Priester, Dekan von Killaloe

### L
- Lionel Robbins (1898–1984), britischer Ökonom
- Lorcan Robbins (1884–1939), irischer Politiker (Sinn Féin, Cumann na nGaedheal)

### M
- Mark B. Robbins (* 1954), US-amerikanischer Vogelkundler
- Marty Robbins (1925–1982), US-amerikanischer Countrymusiker
- Matthew Robbins (* 1945), US-amerikanischer Regisseur und Drehbuchautor
- Merle Robbins (1911–1984), US-amerikanischer Erfinder, siehe Uno (Kartenspiel)
- Miles Robbins (* 1992), US-amerikanischer Schauspieler

### N
- Neil Robbins (1929–2020), australischer Hindernis- und Langstreckenläufer
- Noah Robbins (* 1990), US-amerikanischer Schauspieler

### P
- Paul Robbins (* 1967), US-amerikanischer Geograph
- Pete Robbins (* 1978), US-amerikanischer Saxophonist und Komponist
- Peter Robbins (Rugbyspieler) (1933–1987), englischer Rugby-Union-Spieler
- Peter Robbins (Schriftsteller) (* 1946), britischer Schriftsteller
- Peter Robbins (Schauspieler) (1956–2022), US-amerikanischer Schauspieler und Synchronsprecher

### R
- Richard Robbins (1940–2012), US-amerikanischer Filmkomponist und Pianist
- Richard E. Robbins (* 1969), US-amerikanischer Filmregisseur, Drehbuchautor und Filmproduzent
- Royal Robbins (1935–2017), US-amerikanischer Bergsteiger und Sportkletterer
- Ruth Robbins (* 1974), US-amerikanische Installationskünstlerin
- Ruth Robbins (Autorin), US-amerikanische Autorin und Illustratorin
- Ryan Robbins (Schauspieler) (* 1972), kanadischer Schauspieler
- Ryan Robbins (Fußballspieler), britischer Fußballspieler für St. Kitts und Nevis

### S
- Sarah Robbins (* 1992), kanadische Fußballspielerin
- Stuart Robbins (1976–2010), walisischer Basketballspieler

### T
- Thomas Robbins (Geistlicher) (1777–1856), US-amerikanischer Geistlicher
- Thomas Robbins (Soziologe) (1943–2015), US-amerikanischer Soziologe
- Tim Robbins  (* 1958), US-amerikanischer Schauspieler, Regisseur und Drehbuchautor
- Tod Robbins  (Clarence Aaron Robbins; 1888–1949), US-amerikanischer Phantasik- und Horrorschriftsteller
- Todd Robbins  (* 1958), US-amerikanischer Zauberkünstler, Schauspieler und Autor
- Tom Robbins  (Thomas Eugene Robbins; * 1932), US-amerikanischer Schriftsteller
- Trina Robbins (1938–2024), US-amerikanische Comiczeichnerin

### W
- Warren Delano Robbins (1885–1935), US-amerikanischer Diplomat
- William Robbins (Leichtathlet) (1885–1962), US-amerikanischer Sprinter
- William Robbins (Schauspieler), Schauspieler
- William D. Robbins (1874–1952), kanadischer Politiker, Bürgermeister von Toronto
- William Jacob Robbins (1890–1978), US-amerikanischer Botaniker
- William M. Robbins (1828–1905), US-amerikanischer Politiker